# ハイビスカス (D-51の曲)
『ハイビスカス』は、D-51のメジャー4枚目のシングル。2005年7月6日発売。

## 収録曲
作曲：IKUMA／編曲：IKUMA with YOICHI WATANABE
1. ハイビスカス
  - 作詞：吉田安英
2. バッカナルTIME
  - 作詞：上里優
  - 「オリオンドラフトビール」CMソング
3. 光の中へ
  - 作詞：山本安見
4. ハイビスカス-Pan Island Dub Mix-
5. バッカナルTIME-Back Track-
6. ハイビスカス-Back Track-